# Municipio de Woodington
El municipio de Woodington (en inglés: Woodington Township) es un municipio ubicado en el  condado de Lenoir en el estado estadounidense de Carolina del Norte. En el año 2010 tenía una población de 2.089 habitantes.

## Geografía
El municipio de Woodington se encuentra ubicado en las coordenadas 35°10′37.59″N 77°37′31.89″O / 35.1771083, -77.6255250.